# Josep Vallverdú
Josep Vallverdú i Aixalà (Lérida, 9 de julio de 1923) es un narrador, dramaturgo, lingüista, traductor y ensayista español de reconocida trayectoria en la literatura infantil en lengua catalana. En sus obras se ha inspirado también la serie televisiva Rovelló.

## Premios y reconocimientos
La Paeria de Lérida convoca anualmente el premio Josep Vallverdú desde el año 1984. El 2000 recibió el premio de Honor de las Letras Catalanas y el 2002 el premio Trayectoria. El 2004 fue investido doctor honoris causa por la Universidad de Lérida.
Josep Vallverdú es hijo adoptivo de la ciudad de Balaguer desde el 2016 e hijo predilecto de Lérida desde el 2020. El año 2019, el Gobierno le otorgó la Medalla de Oro de la Generalitat de Cataluña «por la tarea como narrador, poeta, dramaturgo, lingüista, traductor y ensayista, especialmente en el mundo de la literatura infantil». Las jornadas Encontats de Balaguer inauguraron el 2020 en la plaza del Pozo de la capital de la Noguera una escultura dedicada al popular personaje del perrito Robellón, el gran éxito literario infantil del escritor leridano